# Simon Spies
Simon Ove Christian Ogilvie Spies (1. september 1921 i Helsingør – 16. april 1984 i Rungsted) var en dansk forretningsmand, som stiftede rejsebureauet Spies Rejser og flyudlejningsvirksomheden Conair, der kort efter overtog charter-flyselskabet Flying Enterprise.
Simon Spies blev kaldt "Danmarks Rejsekonge". I dag er Spies Rejser en del af koncernen Nordic Leisure and Travel Group, sammen med bl.a. Ving i Sverige og Norge, samt Tjæreborg i Finland og SunClass Airlines.

## Opvækst og karriere
Spies blev født i Helsingør i en fattig familie som barn af kunstmaler Johan William Ogilvie Spies og kontorassistent Emma Spies. Kort efter Simons fødsel forlod faderen hjemmet. Forældrene blev skilt, og Spies blev opdraget af sin mor, der sendte ham både i søndagsskole og KFUM.
Han begyndte at drive forretning allerede som barn. Når markedet var slut, gik han rundt til boderne og opkøbte rester, som han så kørte rundt og solgte til dem, der ikke selv havde haft mulighed for at gå på marked. Det var allerede der, han fandt på reglen om kun at bruge halvdelen af fortjenesten og spare resten. Som 12-årig solgte han chokolade i Helsingørs førende biograf.
I 1936 opnåede Simon Spies en god realeksamen.
Efter at være gået fallit med sit cykeltaxifirma, søgte han i 1942 arbejde som bogholder i Østrig, der var en del af det stortyske rige. For at få arbejdstilladelse, måtte han melde sig ind i det danske - ikke det tyske - DNSAP. Spies deltog aldrig aktivt i nogle af partiets aktiviteter. Hans tilknytning til DNSAP blev først offentlig kendt i 1980, da han var inviteret til et møde i Eventyrernes Klub i Nyhavn. Her blev han spurgt af journalist Antoine Moller, om han havde stået i partiet, hvad Spies bekræftede.
Simon Spies var højt begavet, og på Københavns Universitet blev han både uddannet cand.psych. og cand.polit. Blandt hans nære studiekammerater var Mogens Glistrup. I 1956 grundlagde han firmaet Spies Rejser, som endte med at være landets største udbyder af charterrejser. Spies bosatte sig i Rungsted, hvor han ejede tre villaer mellem Strandvejen og Dreyersvej. Den sidste købte han udelukkende for at kunne anlægge en tennisbane i haven. Spies betalte årligt mellem 50 og 60 mio. kr. i kommuneskat til Hørsholm Kommune.
Han udtalte sig ofte bastant: "Jeg ønsker mig en globus i naturlig størrelse." I den svenske skærgård fik han i 1968 bygget sin UFO-lignende Villa Fjolle.
I 1970'erne sørgede han for, at der blev fremstillet et sæt kopier af guldhornene. Der blev fremstillet to sæt, og et andet beholdt han selv.
Hans ven og livlæge Jan Smith skulle videreføre Spies Rejser ved Spies' død; men vennen blev fundet død få uger inden Spies døde.

## Privatliv
Simon Spies var gift fire gange.
Første gang var med cand. psych. Tove Hersing (født 1926) den 5. september 1953 på Frederiksberg, men ægteskabet blev opløst igen samme år. Hans andet ægteskab var med Ursula Schedtler (født 1931) 8. januar 1958 i Bremerhaven, men dette ægteskab blev opløst allerede samme år. Han blev gift igen 30. november 1958, denne gang med Lillian Christophersen, men dette ægteskab blev opløst i 1959.
I 1983 blev han gift sidste gang med den 20-årige Janni Brodersen, som var blevet ansat i rejsevirksomheden for at omdele post, og som ved hans død arvede hans enorme formue og koncern. Spies Rejsers storhedstid døde dog med stifteren.
Spies døde af en leversygdom. Han er begravet på Hørsholm Kirkegård.

## Eftermæle
DR udsendte 2022 en dokumentar, »Spies og morgenbolledamerne«, der i tre lange afsnit skildrede Simon Spies som en excentriker, der indledte forhold til unge kvinder, ofte under 18 år, der mod betaling for seksuelle ydelser, og i flere tilfælde for at han kunne udøve vold mod dem, flyttede ind på Spies' luksusetage i Mercur-bygningen i København eller hans villa i Rungsted. Spies' hang til at grænseoverskridende adfærd var kendt i samtiden, også blandt de unge kvinder, der tog imod ansættelserne, men i flere tilfælde fortrød de efterfølgende, hvad de havde indladt sig på.
I 2023 blev der stillet spørgsmål ved flere af de oplysninger, der fremgik af dokumentaren i podcastserien "Simon Spies - Karaktermord i Primetime." Ligeledes følte flere af de medvirkende i dokumentaren, at deres udtalelser var blevet fordrejet.

## I populærkulturen
Simon Spies er en af hovedpersonerne i filmen Spies & Glistrup (2013) og er i den spillet af Pilou Asbæk.
I 2004 blev lufthavnsshowet Simon opsat på Gasværket med Anders Matthesen i rollen som Spies.